# Artesà

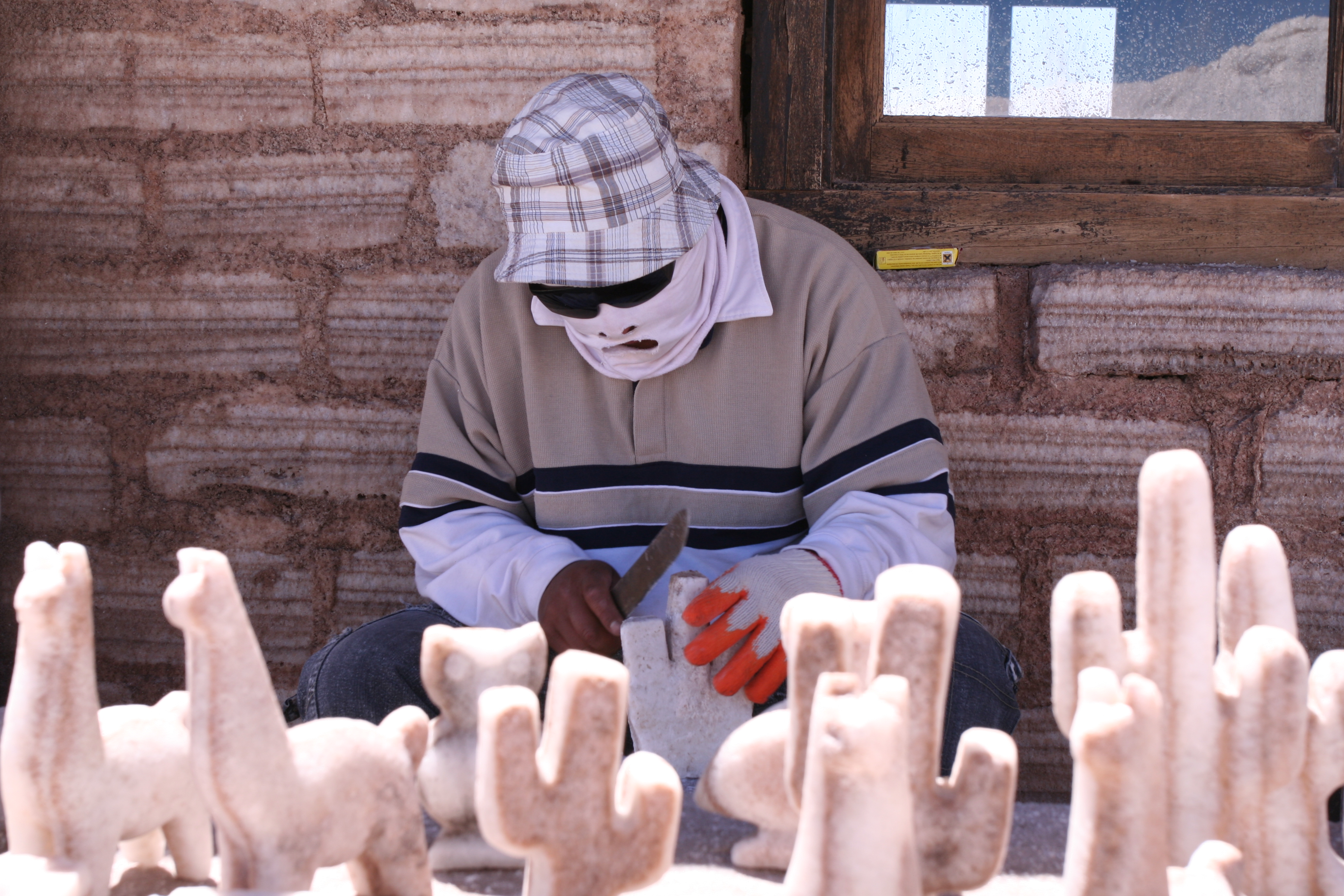
Artesà

Els artesans són persones que es dediquen a l'artesania. Els artesans dissenyen i elaboren productes artesans.
Després de la Revolució Industrial i l'auge del sistema capitalista, els sistemes de producció artesanal han estat relegats progressivament a una fracció minoritària de la producció econòmica, tanmateix persisteixen per abastir un segment del mercat que encara demanda aquesta mena de productes.
En general els processos d'elaboració basats en sistemes econòmics consumistes de masses no segueixen un procés artesanal, sinó que es duen a terme industrialment, en fàbriques i indústries. Aquesta ideologia cultural, basada en el fet que el valor de cada cosa o persona depèn del rendiment econòmic que se'n pugui extreure, ha separat el concepte d'artesà en els de tècnic i artista, segons si el que fa és "útil" o no. En la resta de societats això no ocorre.